# FUBP1
La proteína 1 de unión al elemento upstream Far (FUBP1) es una proteína codificada en humanos por el gen fubp1.
FUBP1 es una proteína de unión a ADN monohebra que activa el elemento upstream Far (FUSE) del gen c-myc y estimula la expresión de c-Myc en células indiferenciadas. La regulación de FUSE por FUBP1 se produce a través de la unión de FUBP1 a una única hebra del ADN, concretamente, a la hebra no codificante. Esta proteína ha demostrado funcionar como una helicasa de ADN dependiente de ATP.

## Interacciones
La proteína FUBP1 ha demostrado ser capaz de interaccionar con:
- MAPK14[3]
- SMN1[4]